# Mont-Joli Airport
Mont-Joli Airport (franska: Aéroport de Mont-Joli) är en flygplats i Kanada.   Den ligger i regionen Bas-Saint-Laurent och provinsen Québec, i den östra delen av landet, 700 km nordost om huvudstaden Ottawa. Mont-Joli Airport ligger 52 meter över havet.
Terrängen runt Mont-Joli Airport är lite kuperad. Havet är nära Mont-Joli Airport åt nordväst. Runt Mont-Joli Airport är det glesbefolkat, med 16 invånare per kvadratkilometer.. Närmaste större samhälle är Mont-Joli, 2,7 km sydost om Mont-Joli Airport.
Omgivningarna runt Mont-Joli Airport är en mosaik av jordbruksmark och naturlig växtlighet.